# Eugen von Jagemann
Friedrich Max Ludwig Eugen von Jagemann, född den 25 maj 1849 i Karlsruhe, död den 15 augusti 1926 i Heidelberg, var en tysk jurist.
von Jagemann studerade från 1867 juridik i Berlin, Bryssel och Heidelberg. År 1872 blev han Dr. jur. i Heidelberg på dissertationen Die Draufgabe (Arrha). Vergleichende Rechtsstudie. Han var därefter verksam som ämbetsman och diplomat fram till 1898. von Jagemann förespråkade reformer inom rättsväsendet och utgav 1888 Handbuch des Gefängniswesens (2 band) tillsammans med Franz von Holtzendorff. Han ställde sig bakom grundsatserna inom den internationella kriminalistiska förening, som grundades 1889 av bland andra Franz von Liszt. Under första världskriget ledde von Jagemann Röda Korsets arbete i Baden.